# VOICEPEAK
VOICEPEAK（ボイスピーク）は、Dreamtronicsと株式会社AHSが共同開発している読み上げ用音声合成ソフトである。略称は「ボイスピ」。

## 概要
株式会社AHSは、読み上げ用音声合成ソフトとしてVOICEROIDシリーズや一部のCeVIOシリーズを発売しており、VOICEPEAKがリリースされて以降は当ソフトを中心にライブラリがリリースされている。対応OSはWindows・Mac・Linuxの3種類である。
音声合成エンジンには、Dreamtonicsの「Syllaflow」を搭載している。AIによって文章の内容を判断して速度や抑揚をコントロールし、より自然な読み上げを実現している。AHSは仕様やデザイン等の開発を手掛けている。商用可能 6ナレーターセットは幅広い利用を想定したユーザーインターフェイスなどが評価され、2022年度グッドデザイン賞を受賞した。
2022年2月17日にシリーズ最初の製品となる「商用可能 6ナレーターセット」が発表され、3月11日に発売された。従来の音声合成ソフトでは商用利用の際には別途高価なライセンス料が必要であることがほとんどであったが、商用可能製品シリーズは追加のライセンスは不要としている。実際に複数の企業や団体により、場内のアナウンスや動画のナレーションなどの用途で活用されている。ただし、キャラクターシリーズは商用・業務利用の際にはライセンスが必要であるか、または商用・業務利用そのものが禁止されている。
2022年11月17日には、キャラクターシリーズの4製品が発表された。これらのキャラクターシリーズ製品は当初12月15日に発売を予定していたが、延期されて翌年1月13日の発売となった。キャラクターシリーズにはキャラクターの版権元がAHS以外の製品も存在している。当初はAHSが販売する製品のみが展開されていたが、2023年下半期にサードパーティから販売を行うキャラクター製品が発表、発売された。

## 機能
セリフごとに読み上げの速さ、ピッチ（声の高さ）、ポーズ（行末や句読点における間の長さ）、音量の出力を調整し、アクセント、イントネーション、各文字の読み上げの長さを調整することができる。また、ナレーター同士の掛け合いやプロジェクトの保存が可能である。
また、ナレーターごとに異なる感情表現（感情については下記の製品一覧の表を参照）があり、各セリフごとに複数の感情表現の出力を調整することができる。
音声ファイルはWAVE形式またはFLAC形式でエクスポートできる。単語の辞書登録機能もある。

## 製品一覧

### 商用可能製品シリーズ
「商用可能 6ナレーターセット」は男性3名、女性3名、女の子1名の音源を収録している。これに加えて、商用可能 ナレーターシリーズが後に順次発売された。全音源で「幸せ」、「楽しみ」、「怒り」、「悲しみ」の4つの感情パラメーターが実装されている。商用や業務用途での利用も可能である。 6ナレーターセットについては無料体験版が配布されている。
| パッケージ                                                          | 発売日         | ナレーター名 | 音声データ提供者 | 備考 |
| ------------------------------------------------------------------- | -------------- | ------------ | ---------------- | --- |
| 「VOICEPEAK 商用可能 6ナレーターセット」(パッケージ/ダウンロード版) | 2022年3月11日  | 女性1        | 若守みづき       | 息づかいが感じられる、やや高めでやわらかく優しい声色を特徴としている。ぴた声「若い女性」とほぼ同系統の音声となっている。京都市広報キャラクター「京乃つかさ」のキャラクターボイスとしても採用されている。 |
| 「VOICEPEAK 商用可能 6ナレーターセット」(パッケージ/ダウンロード版) | 2022年3月11日  | 女性2        | 野宮佳乃         | 落ち着いたトーンの声色を特徴としている。 |
| 「VOICEPEAK 商用可能 6ナレーターセット」(パッケージ/ダウンロード版) | 2022年3月11日  | 女性3        | 藍沢歩実         | はっきりした通りの良い声色を特徴としている。 |
| 「VOICEPEAK 商用可能 6ナレーターセット」(パッケージ/ダウンロード版) | 2022年3月11日  | 男性1        | 加瀬英臣         | ハスキーな声質で、素直なイントネーションを特徴としている。ぴた声「若い男性」とほぼ同系統の音声となっている。                                                                                             |
| 「VOICEPEAK 商用可能 6ナレーターセット」(パッケージ/ダウンロード版) | 2022年3月11日  | 男性2        | 紙本瞬           | 若者らしいハキハキとした読み上げを得意とした若干低めの声色を特徴としている。 |
| 「VOICEPEAK 商用可能 6ナレーターセット」(パッケージ/ダウンロード版) | 2022年3月11日  | 男性3        | 柊一希           | 落ち着いた低めの声色を特徴としている。 |
| 「VOICEPEAK 商用可能 6ナレーターセット」(パッケージ/ダウンロード版) | 2022年3月11日  | 女の子       | 立石みこ         | 小学生くらいの少女をイメージした声を特徴としている。 |
| VOICEPEAK 商用可能 ナレーター女性4 (ダウンロード版のみ)             | 2023年1月13日  | 女性4        | 黒崎しおり       | 中音域寄りの若干ハスキーな落ち着いた声質を特徴としている。 |
| VOICEPEAK 商用可能 ナレーター男性4 (ダウンロード版のみ)             | 2023年1月13日  | 男性4        | 新恋             | 若干高めのトーンの声色で、若者らしさのある、聴衆に呼びかけるような明るい質感の声色を特徴としている。 |
| VOICEPEAK 商用可能 ナレーター男の子 (ダウンロード版のみ)            | 2023年1月13日  | 男の子       | 黒崎しおり       | 小学生くらいの少年をイメージした声を特徴とし、ボーイッシュでハリのある女性のイメージにも適した声質である。                                                                                               |
| VOICEPEAK 商用可能 ナレーター女性5 (ダウンロード版のみ)             | 2024年2月29日  | 女性5        | 鈴木咲           | しっとり、ゆったりとした感情のこもった読み上げを特徴としている。 |
| VOICEPEAK 商用可能 ナレーター男性5 (ダウンロード版のみ)             | 2024年2月29日  | 男性5        | 深澤純           | 中音域中心の、やわらかく穏やかな声色を特徴としている。 |
| VOICEPEAK 商用可能 ナレーター男性6 (ダウンロード版のみ)             | 2024年2月29日  | 男性6        | 赤地紅河         | 独特の飄々とした語り口で、バラエティ風のナレーションに適した声質である。 |
| VOICEPEAK 商用可能 ナレーター女性6 (ダウンロード版のみ)             | 2024年7月18日  | 女性6        | 和ゆきな         | クールで低めの声質を特徴としている。 |
| VOICEPEAK 商用可能 ナレーター男性7 (ダウンロード版のみ)             | 2024年7月18日  | 男性7        | 福島健太郎       | 抑揚を抑えた渋みのある声質を特徴としている。 |
| VOICEPEAK 商用可能 ナレーターおじいさん (ダウンロード版のみ)        | 2024年12月12日 | おじいさん   | 秦なおき         | 熟年男性の深みのある声を特徴としている。 |
| VOICEPEAK 商用可能 ナレーターおばあさん (ダウンロード版のみ)        | 2024年12月12日 | おばあさん   | 滝佳保子         | 熟年女性のやや低めのやわらかく落ち着いた声質を特徴としている。 |

### キャラクター製品シリーズ
製品ライセンスとは別に「個人向け商用ライセンス」または「法人ライセンス」を購入する事で商用利用が可能。ただし製品により許諾範囲が異なる他「東北ずん子」「京町セイカ」は商用利用不可。KAMITSUBAKI STUDIO製品に関しては商用・法人ライセンス販売はなくガイドラインが別途設定されている。
| ナレーター名       | 販売 （企画）                                      | 発売日                          | キャラクターイラスト | 音声データ提供者 | 感情パラメーター                                               | 備考 |
| ------------------ | -------------------------------------------------- | ------------------------------- | -------------------- | ---------------- | -------------------------------------------------------------- | --- |
| 彩澄しゅお         | 株式会社AHS                                        | 2023年1月13日                   | 白蜜柑               | 櫻井海亜         | 「幸せ」「怒り」「悲しみ」「楽しみ」「泣き」                   | 落ち着きのあるかわいらしい声を特徴としている。AHSの音声素材集シリーズ「ぴた声」のキャラクターとして発表された、彩澄りりせの妹。本製品には131種類の音声素材が付属している。 |
| 彩澄りりせ         | 株式会社AHS                                        | 2023年1月13日                   | 白蜜柑               | 本宮佳奈         | 「幸せ」「怒り」「悲しみ」「楽しみ」「ふてくされ」             | 落ち着きのある真っ直ぐな声を特徴としている。AHSの音声素材集シリーズ「ぴた声」のキャラクターとして発表された、彩澄しゅおの姉。本製品には144種類の音声素材が付属している。 |
| フリモメン         | 株式会社AHS                                        | 2023年1月13日                   | むに、maruan         | 古賀明           | 「幸せ」「怒り」「悲しみ」「お調子者」                         | 元々はAHSのフラッシュ作成ソフトFREE MOTION→Frimoシリーズのイメージキャラクター。深みのある低音ボイスを特徴としている。また、単体販売製品と同一のプログラムでAHSが販売するキャラクターシリーズのほぼ全ての製品(「邪神ちゃん」を除く)に付属している。本製品には100種類の音声素材が付属している。                                                                          |
| スーパーフリモたん | 株式会社AHS                                        | 非売品 交換開始日は2025年6月5日 |                      | 橘茶江子         | 「幸せ」「真顔」「ツンツン」「デレ」「泣き」                   | フリモメンの派生キャラクター。魔法少女らしいかわいい声を特徴としている。単体販売はされておらず、フリモメンのアクティベーションコードを5つ集めることでスーパーフリモたんのアクティベーションコード1つと交換できる。 |
| 桜乃そら           | 株式会社AHS                                        | 2023年8月24日                   | 白蜜柑               | 井上喜久子       | 「幸せ」「悲しみ」「怒り」「ささやき」「クール」               | やさしく柔らかな声を特徴としている。2023年5月18日のAHS公式生放送の中で開発が発表された。同じくAHSの音声合成ソフトウェアであるVOCALOIDやVOICEROID、Synthesizer Vのキャラクターでもある。 |
| ポロンちゃん       | 株式会社AHS                                        | 非売品                          | 長谷川ウミ           | 木村朱里         | 「ロボ」「天才」「ほんわか」「ぷんぷん」「泣き」               | 少年ぽさもあるかわいらしい声を特徴としている。「桜乃そらが耳に装着しているロボット」という設定のキャラクター。単体販売はされておらず、桜乃そらに付属する形式となっている。 |
| 宮舞モカ           | 株式会社AHS                                        | 2024年2月15日                   | みこフライ           | 峯田茉優         | 「ぼそぼそ」「ドヤる」「ほんわか」「怒り」「泣き」             | ブレス感のある落ち着いたかわいらしい声を特徴としている。キャラクターデザインおよびキャラクターイラストはみこフライ。本製品には83種類の音声素材が付属している。 |
| 弦巻マキ           | 株式会社AHS                                        | 2024年2月15日                   | みこフライ           | 田中真奈美       | 「ツッコミ」「甘やかし」「説教」「幸せ」「泣き」               | 2021年にCeVIO AI版（日本語・英語）として発売されている。それ以前にも弦巻マキは「MusicMaker」や「VOICEROID+ 民安ともえ」のキャラクター（以前の声は民安ともえが担当）としても使われている。発売前の2023年9月13-15日に当音源を使用した音声がニコニコ動画の提供音声として使用された。ハキハキと元気でかわいらしい声が特徴。本製品には2100種類以上の音声素材が付属している。 |
| 水奈瀬コウ         | 株式会社AHS                                        | 2024年8月23日                   | きばどりリュー       | 本橋大輔         | 「元気」「幸せ」「怒り」「悲しみ」「ささやき」                 | 2015年にVOICEROID+ EXとして発売されていたキャラクター。氷山キヨテルの同僚の小学校教師で、聞き取りやすい爽やかな声を特徴としている。 |
| 水奈瀬リト         | 株式会社AHS                                        | 2024年8月23日                   | きばどりリュー       | 紙本瞬           | 「幸せ」「怒り」「悲しみ」「ささやき」「二日酔い」             | コウの兄で、バーを経営している。落ち着いた柔らかな声を特徴としている。 |
| 東北ずん子         | 株式会社AHS （SSS合同会社）                        | 2023年1月13日                   | 江戸村ににこ         | 佐藤聡美         | 「悲しみ」「驚き」「ふんわり」「決め台詞」「実況」             | ほんわかしたかわいらしい声を特徴としている。東北ずん子プロジェクトのキャラクターで東北3姉妹の次女。同じくAHSの音声合成ソフトウェアであるVOICEROID+やVOCALOID3、CeVIO AI（ソングボイス）のキャラクターでもある。 |
| ずんだもん         | 株式会社AHS （SSS合同会社）                        | 非売品                          | 江戸村ににこ         | 伊藤ゆいな       | 「実況」「あおり」「あまあま」「ヒソヒソ」「つんつん」         | 東北ずん子プロジェクトのキャラクターで単体販売はされておらず、東北ずん子・東北きりたん・東北イタコ・大江戸ちゃんこに付属する形式となっている。かわいらしい声を特徴としている。 |
| 東北きりたん       | 株式会社AHS （SSS合同会社）                        | 2023年6月2日                    | 江戸村ににこ         | 茜屋日海夏       | 「明るい」「デレ」「ダルい」「怒り」「泣き」                   | 東北ずん子プロジェクトのキャラクターで東北3姉妹の三女（ずん子の妹）。落ち着いていながらも可愛らしい声を特徴としている。同じくAHSの音声合成ソフトウェアであるVOICEROID2やCeVIO AI（ソングボイス）のキャラクターでもある。クラウドファンディングの資金により制作された。本製品にはVOICEROID+ex版付属のものと同一内容の音声素材が付属している。                            |
| 東北イタコ         | 株式会社AHS （SSS合同会社）                        | 2023年10月5日                   | 江戸村ににこ         | 木戸衣吹         | 「あまあま」「大人」「ヒソヒソ」「パワフル」「ツンツン」       | 東北ずん子プロジェクトのキャラクターで東北3姉妹の長女（ずん子の姉）。落ち着いた大人っぽい声を特徴としている。同じくAHSの音声合成ソフトウェアであるVOICEROID+exやCeVIO AI（ソングボイス）のキャラクターでもある。クラウドファンディングの資金により制作された。 |
| 大江戸ちゃんこ     | 株式会社AHS （SSS合同会社）                        | 2024年8月23日                   | 江戸村ににこ         | 天野凜           | 「へへへ」「冷ややか」「赤ちゃん」「泣き」「ツンツン」         | 東北ずん子プロジェクトのキャラクター。クラウドファンディングの資金により制作された。音声提供者はそれまで演じていた指出毬亜から変更されている。幼さもあるかわいらしい声を特徴としている。 |
| 邪神ちゃん         | 株式会社AHS （邪神ちゃんドロップキック製作委員会） | 2023年3月30日                   | ひなたもも           | 鈴木愛奈         | 「幸せ」「怒り」「悲しみ」「楽しみ」「激おこ」                 | 邪神ちゃんドロップキックのキャラクター。一部機能を制限した無料お試し版が配布されている。2023年9月現在、AHSが販売するVOICEPEAK製品の中で唯一、「フリモメン」の音声ライブラリが付属しない。 |
| 小春六花           | 株式会社AHS （TOKYO6 ENTERTAINMENT）               | 2023年7月13日                   | 手島nari             | 青山吉能         | 「ハイテンション」「ブチギレ」「嘆き」「蔑み」「ナレーション」 | 同じくAH-Softwareより発売されている音声合成ソフトウェアであるCeVIO（トークボイス）やSynthesizer Vのキャラクターでもある。本製品には音声素材（1850種類）が付属する。明るく元気な声が特徴。 |
| 夏色花梨           | 株式会社AHS （TOKYO6 ENTERTAINMENT）               | 2025年6月26日                   | 手島nari             | 高木美佑         | 「ハイテンション」「ブチギレ」「嘆き」「蔑み」「ささやき」     | 同じくAH-Softwareより発売されている音声合成ソフトウェアであるCeVIO（トークボイス）やSynthesizer Vのキャラクターでもある。 |
| 花隈千冬           | 株式会社AHS （TOKYO6 ENTERTAINMENT）               | 2025年6月26日                   | 手島nari             | 奥野香耶         | 「ハイテンション」「ブチギレ」「嘆き」「蔑み」「ささやき」     | 同じくAH-Softwareより発売されている音声合成ソフトウェアであるCeVIO（トークボイス）やSynthesizer Vのキャラクターでもある。 |
| 京町セイカ         | 株式会社AHS （精華町）                             | 2023年10月5日                   | OKADA                | 立花理香         | 「楽しみ」「怒り」「悲しみ」「ほんわか」「遠い目」             | 同じくAHSの音声合成ソフトウェアであるVOICEROIDやSynthesizer Vのキャラクターでもある。プロジェクトへの支援がふるさと納税となるクラウドファンディングによって資金を集めて制作されている。明るく聞き取りやすい声が特徴。 |
| 重音テト           | 株式会社AHS （ツインドリル）                       | 2025年4月24日                   | OKADA                | 小山乃舞世       | 「High」「Low」「Whisper」「Power」「Sweet」                   | エイプリルフールのジョークとして考案されたUTAUの代表的キャラクターで、Synthesizer V版も発売されている。芯の通ったはっきりとした発声が特徴。 |
| 音街ウナ           | インターネット （エム・ティー・ケー）              | 2023年9月7日                    | 絵葉ましろ           | 田中あいみ       | 「喜び」「悲しみ」「怒り」「ささやき」「元気」                 | 可愛らしく元気で活発な声が特徴。VOCALOIDやAITalkのキャラクターでもある。150種類のボイスマテリアル（音声素材）が付属している。 |
| 星界               | KAMITSUBAKI STUDIO                                 | 2023年12月11日                  | orie                 | ヰ世界情緒       | 「楽しみ」「幸せ」「怒り」「悲しみ」                           | ヰ世界情緒の音楽的同位体。CeVIOのソング用音源としても販売されている。 |
| 狐子               | KAMITSUBAKI STUDIO                                 | 2024年1月25日                   | SWAV                 | 幸祜             | 「楽しみ」「幸せ」「怒り」「悲しみ」                           | 幸祜の音楽的同位体。CeVIOのソング用音源としても販売されている。 |
| 裏命               | KAMITSUBAKI STUDIO                                 | 2024年2月26日                   | PALOW                | 理芽             | 「楽しみ」「幸せ」「怒り」「悲しみ」                           | 理芽の音楽的同位体。CeVIOのソング用音源としても販売されている。 |
| 羽累               | KAMITSUBAKI STUDIO                                 | 2024年3月29日                   | 一色                 | 春猿火           | 「楽しみ」「幸せ」「怒り」「悲しみ」                           | 春猿火の音楽的同位体。CeVIOのソング用音源としても販売されている。 |